# Myrmarachne platypalpa
Myrmarachne platypalpa là một loài nhện trong họ Salticidae.
Loài này thuộc chi Myrmarachne. Myrmarachne platypalpa được Bradoo miêu tả năm 1980.